# Knapovec

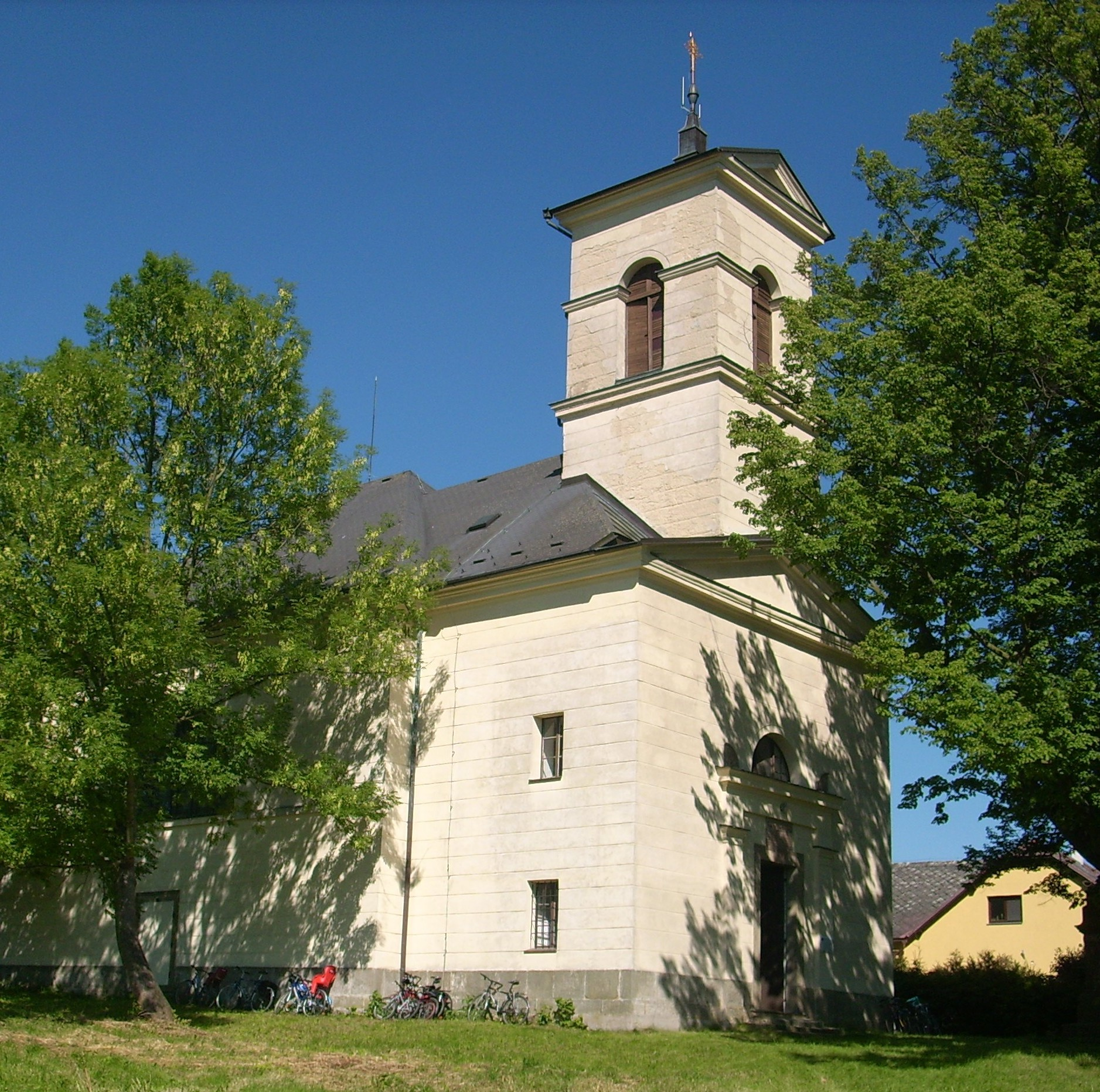
Kirche in Knapovec, 1832–34 gebaut und den Aposteln Peter und Paul geweiht

Knapovec (deutsch: Knappendorf, auch Knoppndoff und 1292 Chappendorf) ist ein Gemeindeteil der Stadt Ústí nad Orlicí im Bezirk Ústí nad Orlicí in der ostböhmischen Region Pardubický kraj in Tschechien.

## Lage
Der Ortsteil liegt 444 m ü. M. (nach Gauglitz 422 m ü. M.) zwischen den Städten Dlouhá Třebová und Ústí nad Orlicí sowie dessen Ortsteilen Horní Houžovec und Dolní Houžovec. Das Dorf besteht im Prinzip aus drei Teilen: ein oberer Teil verläuft entlang der Straße 315, Ústí nad Orlicí – Lanškroun; der zweite Teil befindet sich in einer tiefen Talsohle entlang des Baches Knapovecký, der in die Třebovka mündet; der dritte besteht aus Häusern, die sich beiderseits der Hänge des Ortsbaches bis hinauf auf die Hochebene erstrecken. Ursprünglich siedelten die Häusler und Handwerker in der Talsohle, während die Bauernhäuser und die Kirche auf der Hochebene standen.

## Geschichte
Knapovec wurde 1292 erstmals erwähnt. Der heutige Ortsteil gehört zu den ältesten Kirchendörfern der Region (ein Pfarrhaus wurde bereits 1349 urkundlich angesprochen; die alte Kirche stand mitten im heutigen Friedhof und wurde 1623 zerstört). 1366 wurde dem Erbrichter Hanus von Knappendorf der Erbgerichtsbrief vom Leitomischler Bischof Albrecht von Sternberg erneuert. Demnach bestand der Ort 1366 aus 26 Bauernschaften und drei Mühlen. Nach dem Dreißigjährigen Krieg (1618–1648) und den Pestepidemien in Böhmen soll Knapovec zeitweise nur noch 80 Einwohner besessen haben.

### Bevölkerungsentwicklung
In Knapovec lebte bis zum Zweiten Weltkrieg eine überwiegend deutschsprachige Bevölkerung. Nach einer Volkszählung von 1930 besaß der Ort damals 150 (nach anderen 144) Häuser mit 698 (nach anderen 620) Einwohnern (davon 683 deutschsprachige, 15 tschechischsprachige). Nach 1945/46 beziehungsweise nach dem Zweiten Weltkrieg wurde die deutschsprachige Bevölkerung vertrieben und die Häuseranzahl reduzierte sich nach einer Zählung von 1950 auf 98 Häuser.
| Jahr          | 1843 | 1869 | 1880 | 1890 | 1900 | 1910 | 1921 | 1930 | 1950 | 1961 | 1970 | 1980 | 1991 | 2001 | 2011 |
| Einwohnerzahl | 698  | 685  | 694  | 652  | 663  | 650  | 597  | 620  | 336  | 308  | 267  | 324  | 280  | 295  | 334  |

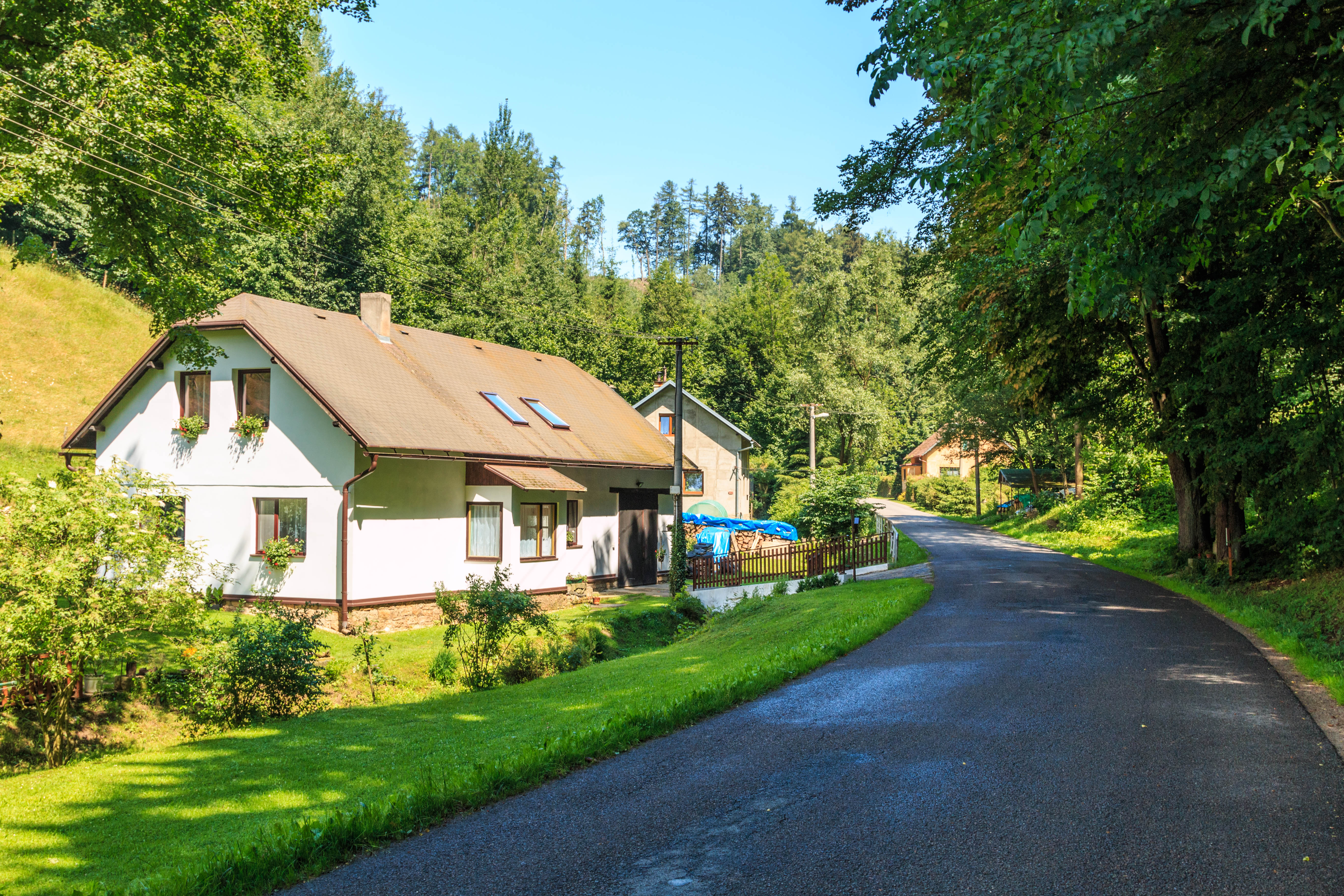
Knapovec – Hausnummer 127
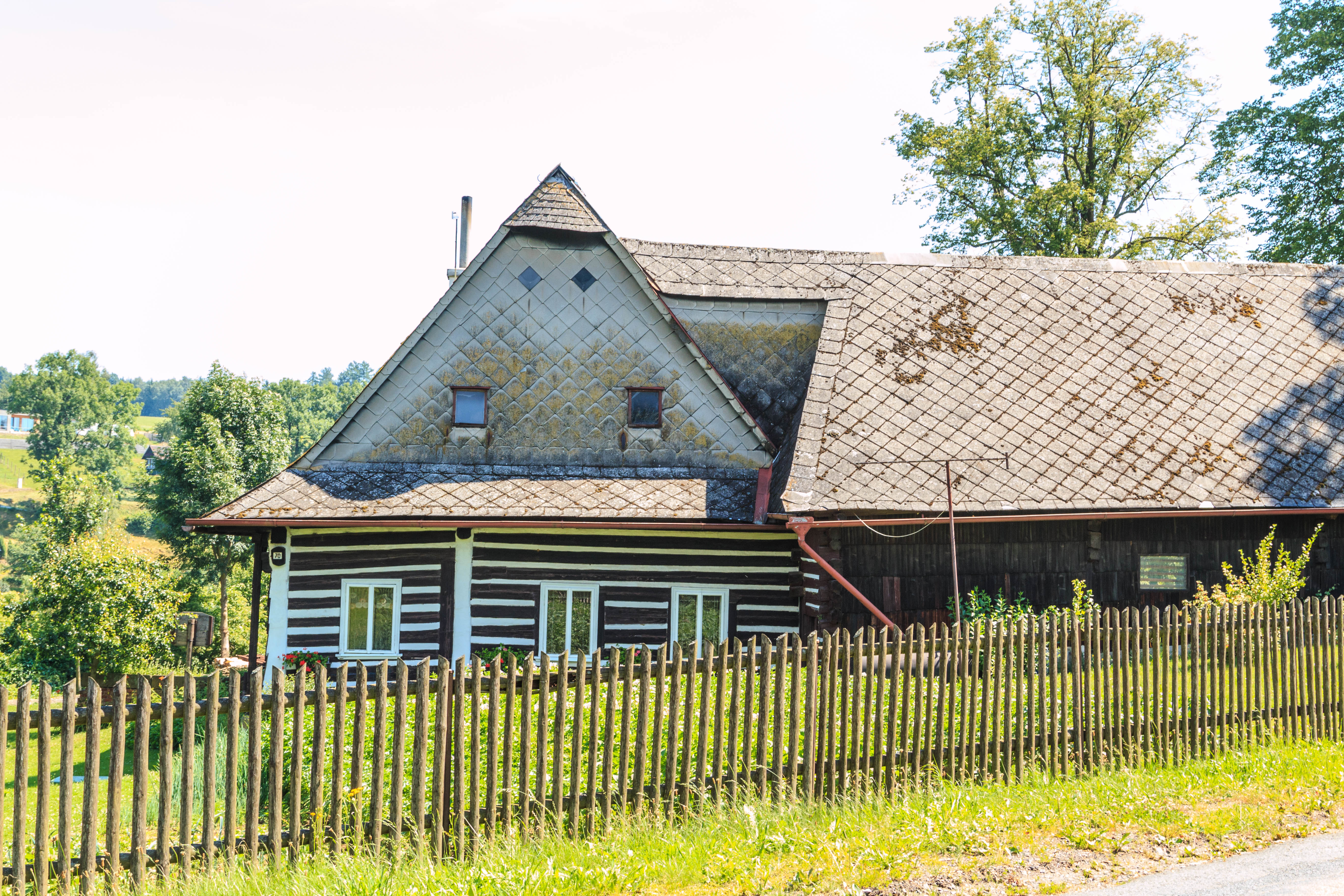
Knapovec – Hausnummer 70
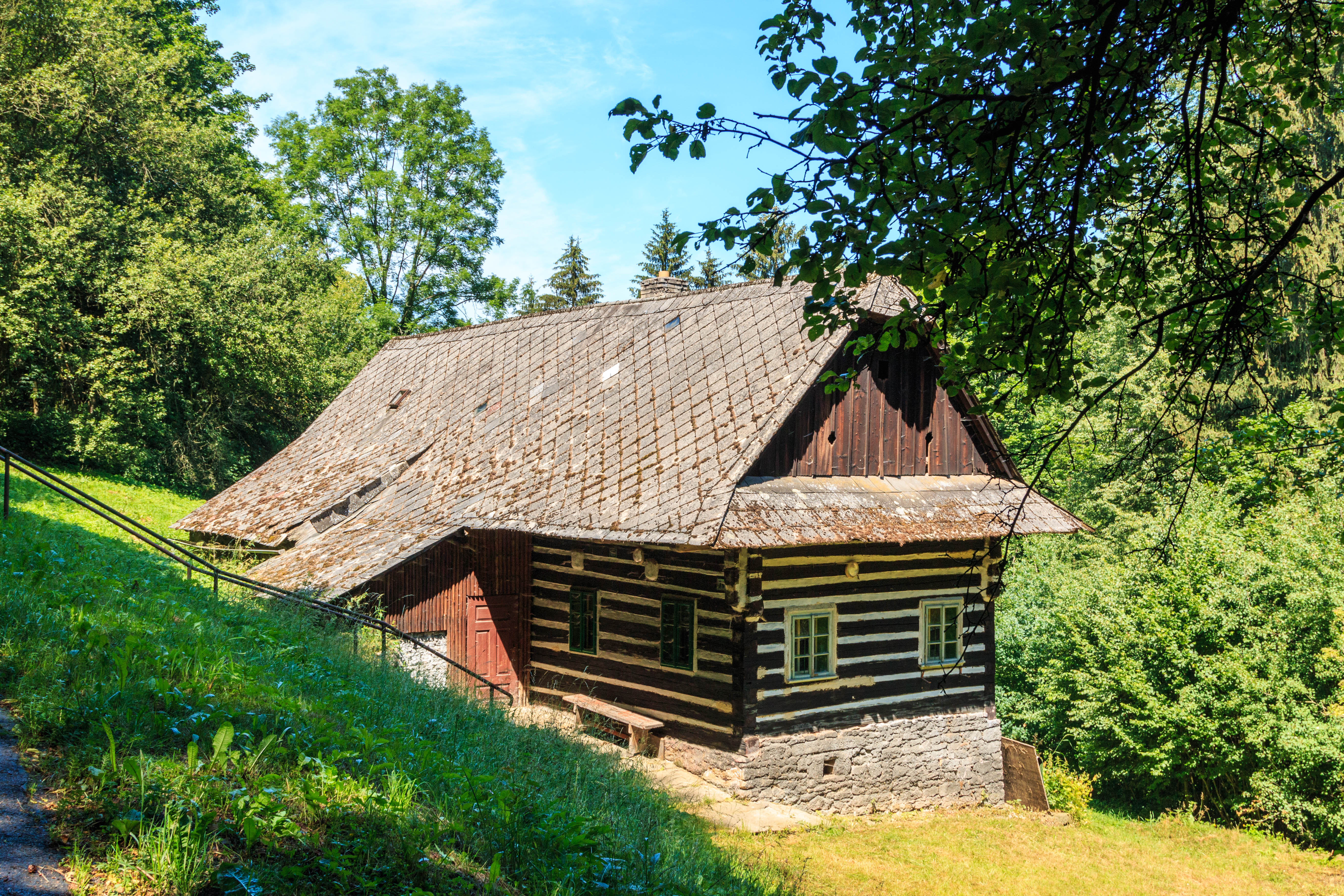
Knapovec – Hausnummer 71
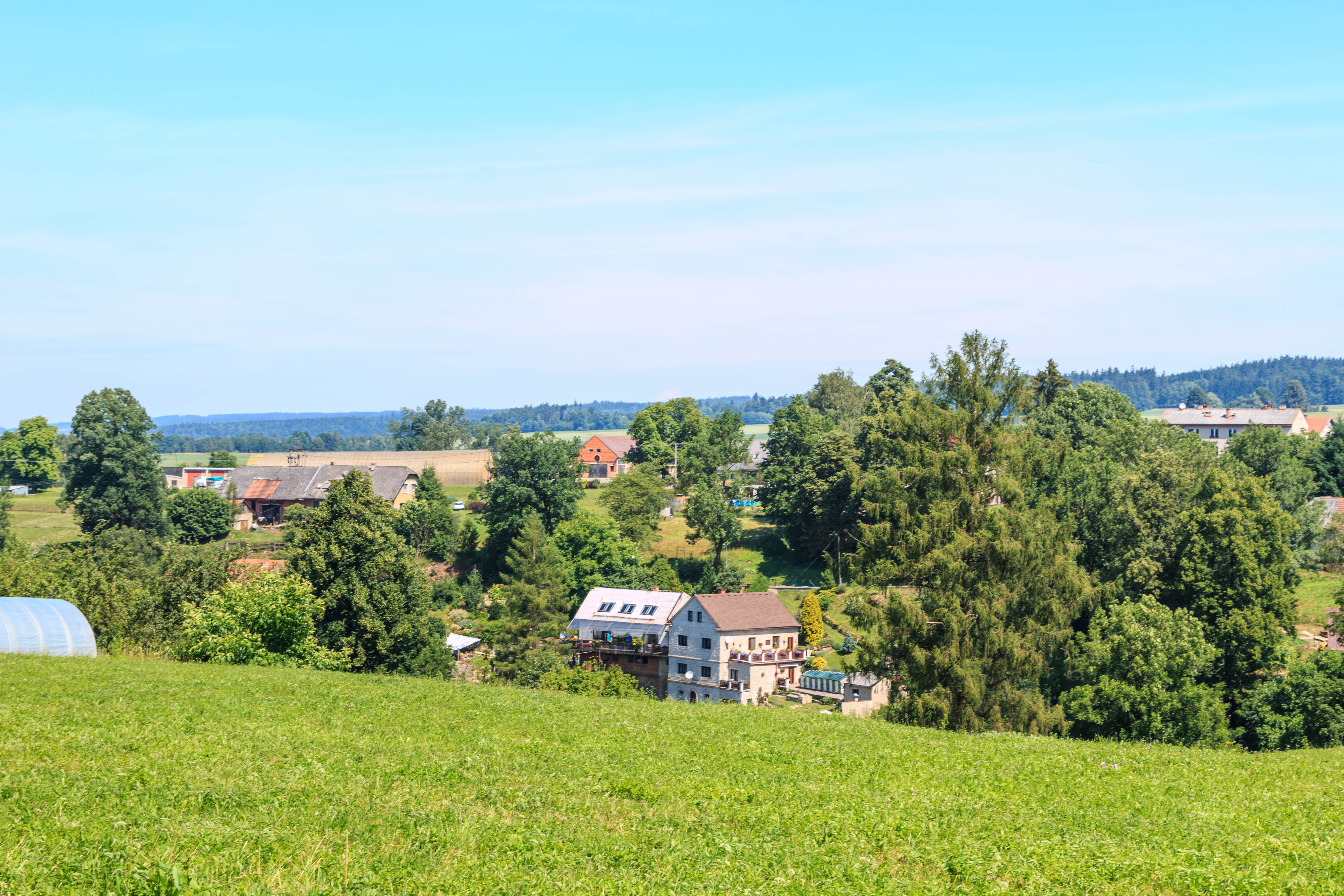
Panoramablick auf Knapovec

## Naturdenkmale
In Knapovec befinden sich alte Linden, die in Wanderkarten als Naturdenkmale ausgewiesen sind.

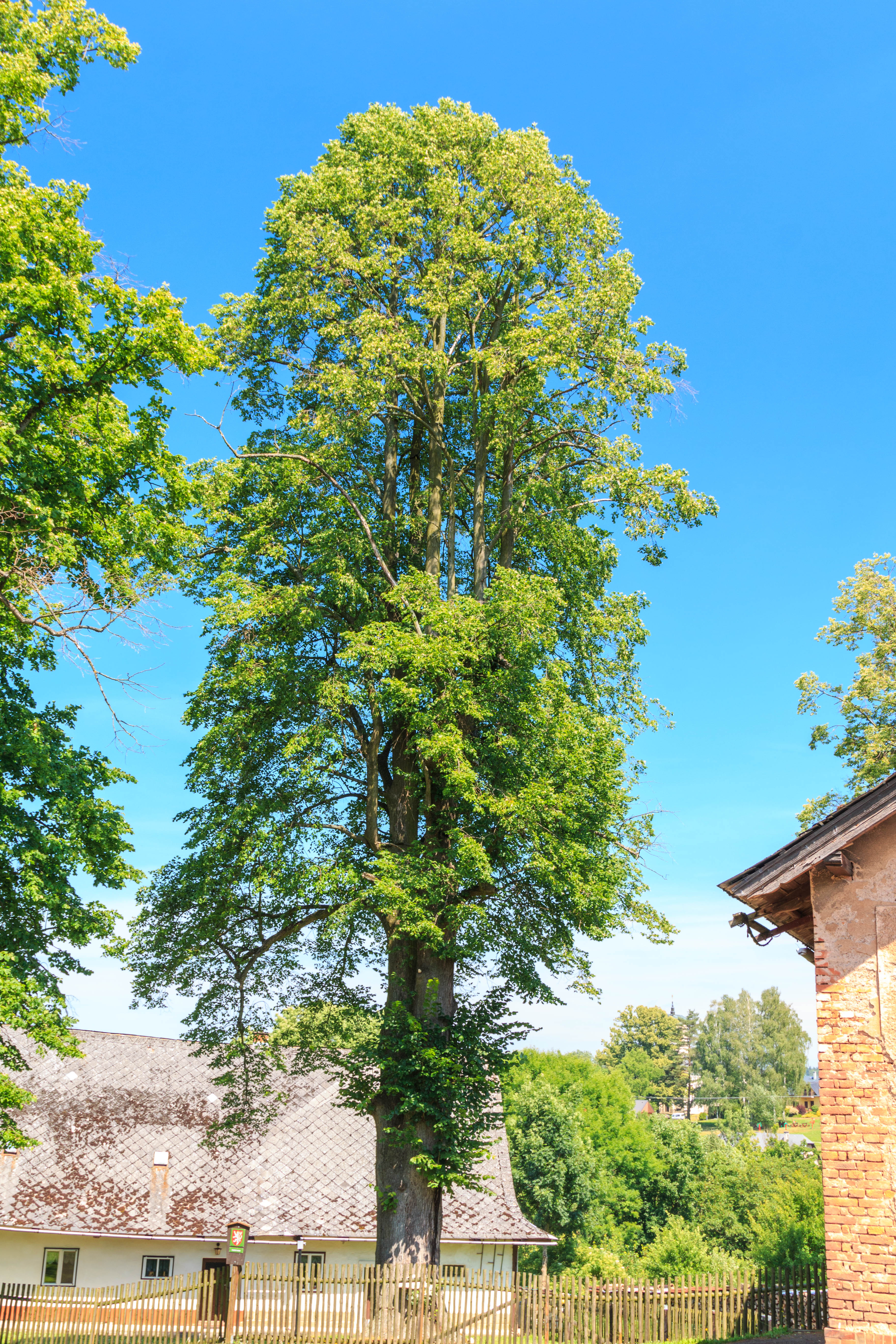
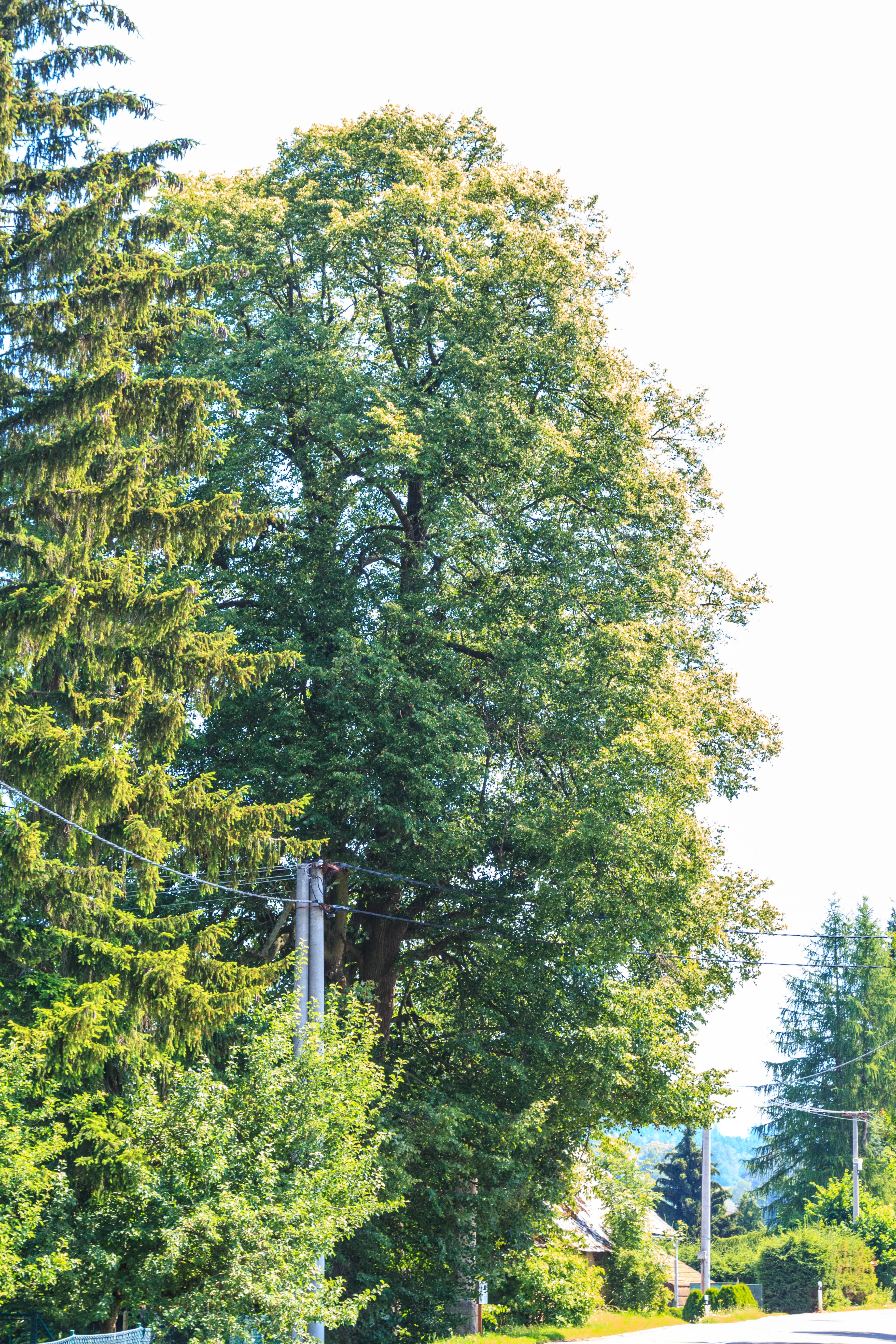
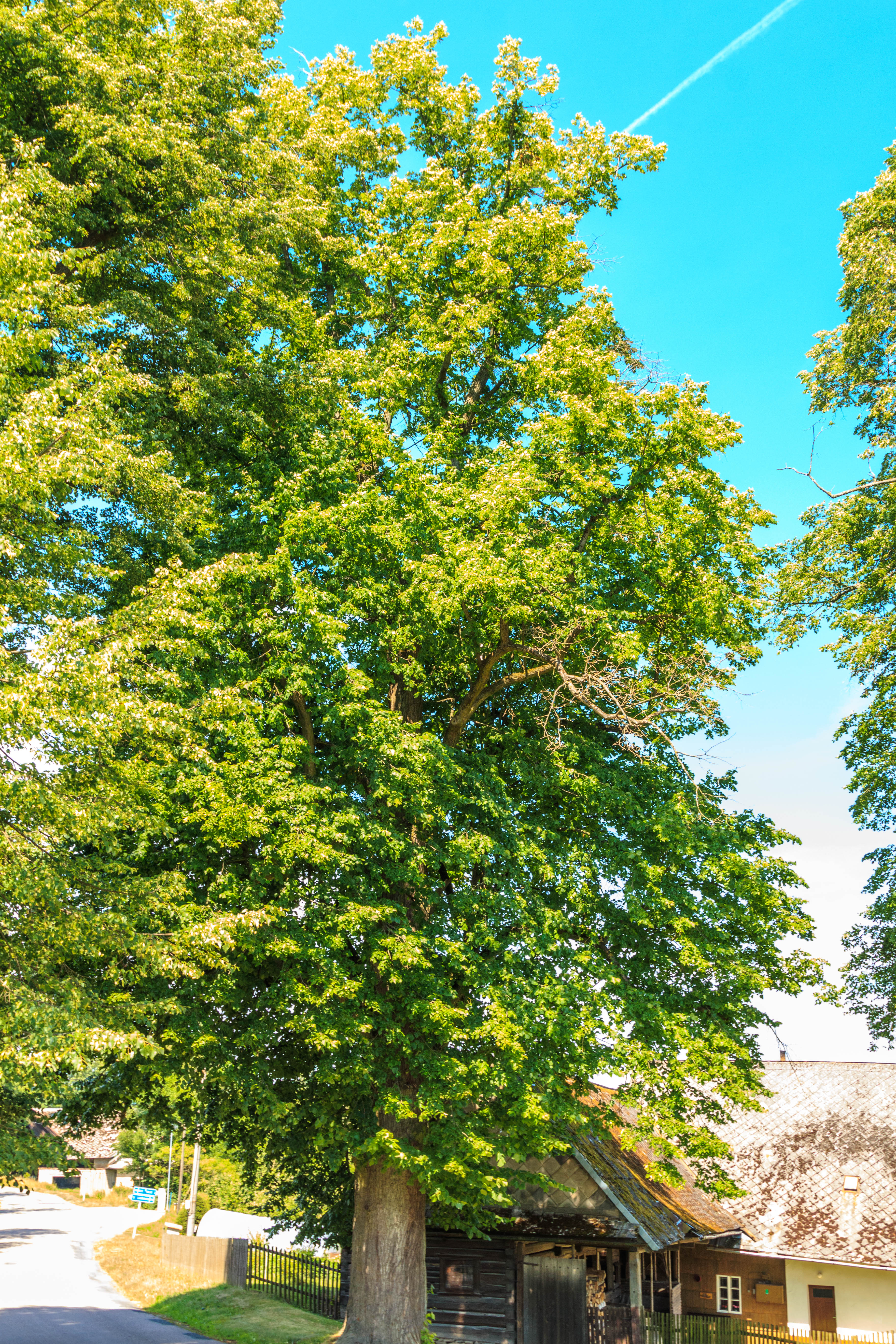
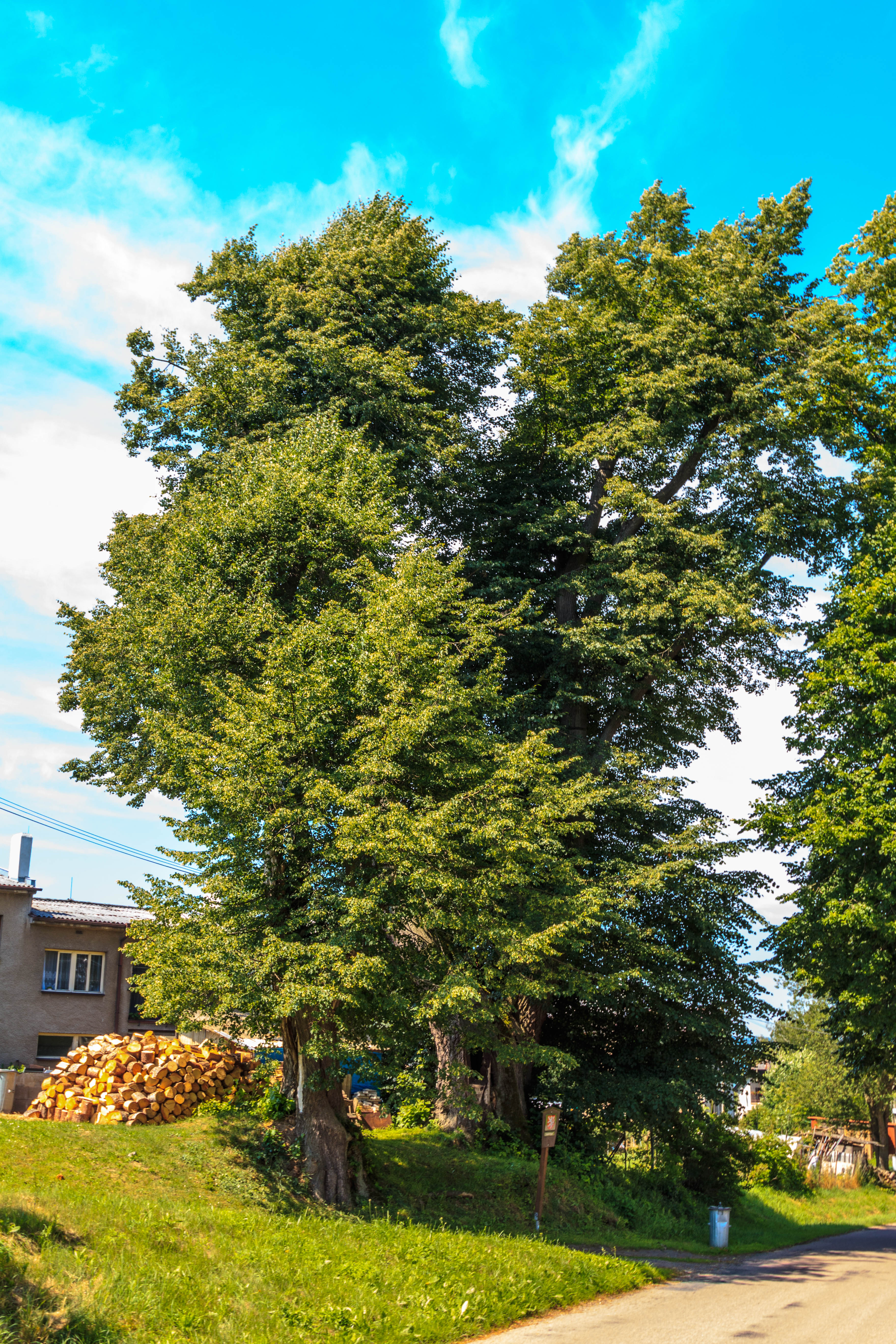
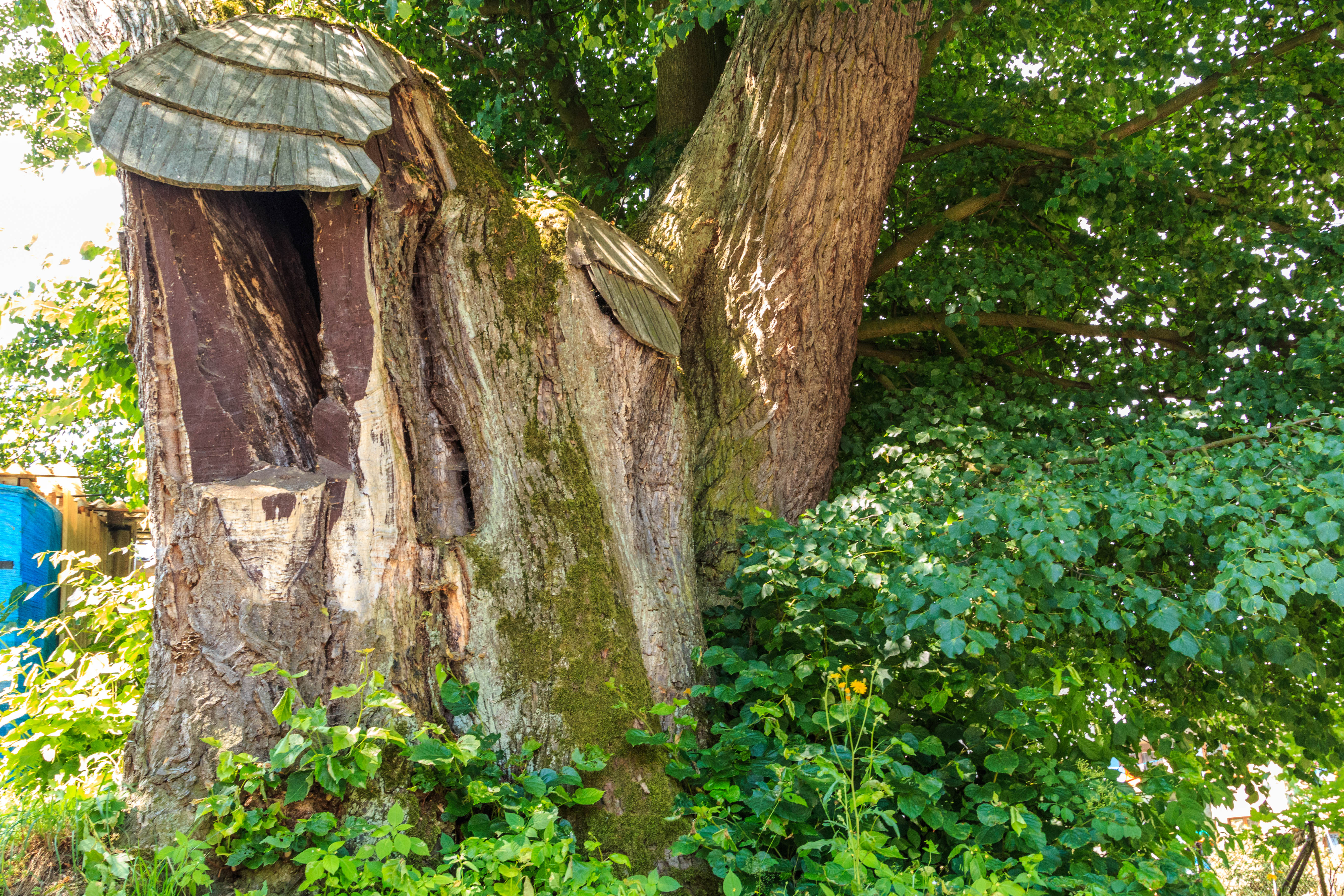